# 蒙特貝羅城堡 (魁北克)

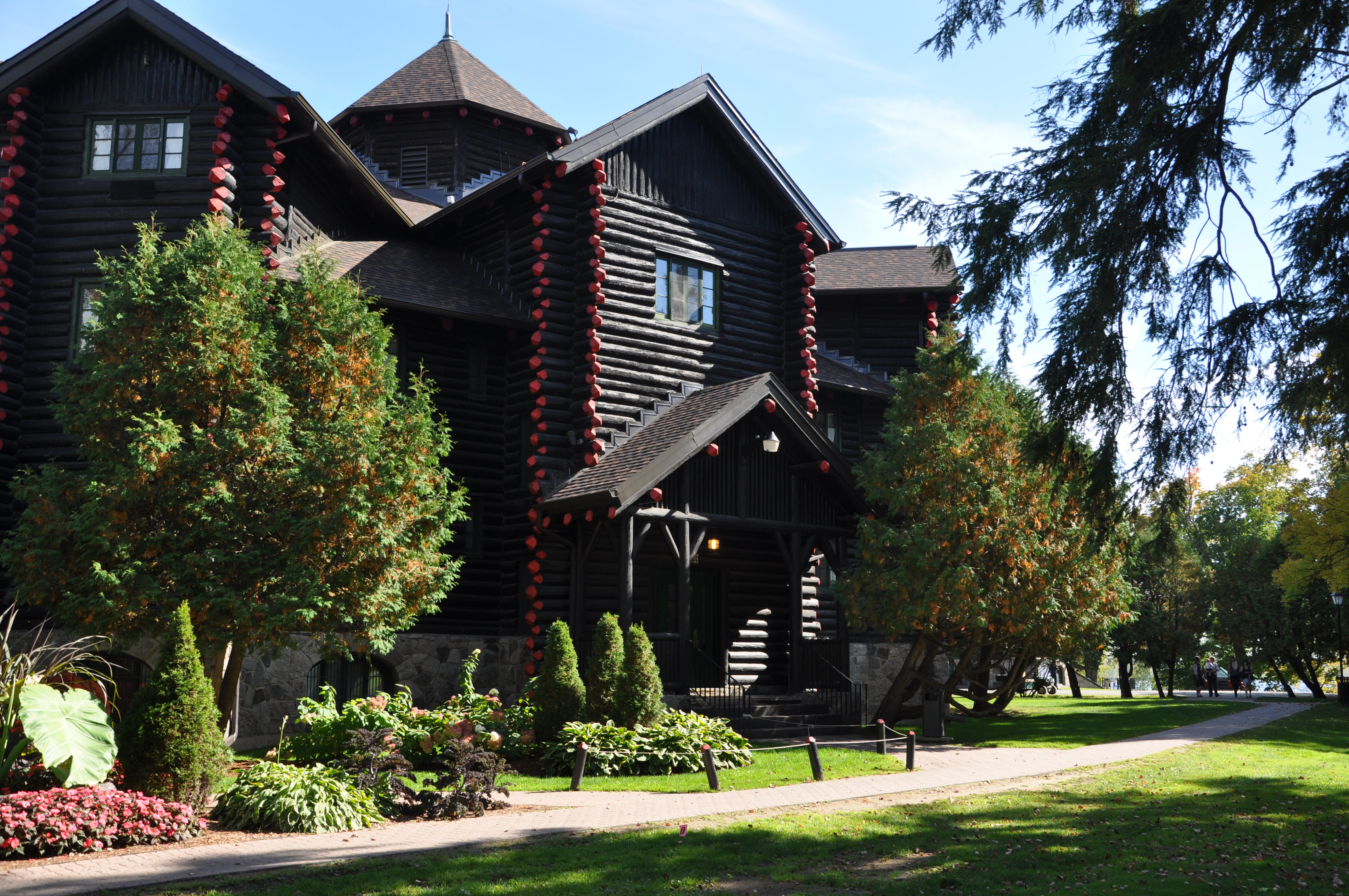

蒙特貝羅城堡（Château Montebello），又名費爾蒙特蒙特貝羅城堡（Fairmont Le Château Montebello），是加拿大魁北克省蒙特貝羅的一座酒店和度假村。蒙特貝羅城堡開業於1930年，有211個客房和套房。該度假村最初屬於加拿大太平洋鐵路公司，是加拿大大鐵路酒店之一。蒙特貝羅城堡由費爾蒙酒店和度假村管理。

## 外部連結
- Official website
- Photos of Château Montebello